# Hiiumaa (comune)
Hiiumaa è l'unico comune dell'omonima contea dell'Estonia.
Il comune è stato creato nel 2017 dalla fusione dei comuni rurali Emmaste, Hiiu, Käina e Pühalepa.
Oltre alla città principale di Kärdla, il comune è costituito da due grandi villaggi (Käina e Kõrgessaare) e 182 località.  
Lo stemma comunale raffigura il faro di Kõpu, uno dei fari più antichi del mondo ancora in attività e simbolo dell'isola baltica.